# Andrew Solomon
Andrew Solomon (Nueva York, 30 de octubre de 1963) es un escritor estadounidense especializado en temas políticos, culturales y de psicología. Es Profesor de Psicología clínica en el Centro médico de la Universidad de Columbia, y Presidente de la sección estadounidense del PEN Club Internacional.
Además de cuatro libros (tres de ensayo y uno de ficción), ha escrito artículos y reportajes para The New York Times, The New Yorker, Artforum, Travel and Leisure y otras publicaciones sobre temas como la depresión, los artistas soviéticos, el renacimiento cultural de Afganistán, la política libia, y la cultura sorda.
Su libro El demonio de la depresión obtuvo el National Book Award de 2001, fue finalista en 2002 del Premio Pulitzer, y fue situado por The Times como uno de los cien mejores libros de la década.
En cuanto a su libro Lejos del árbol: historias de padres e hijos que han aprendido a quererse fue galardonado en 2012 con el National Book Critics Circle Award.